# Musei di Strada Nuova
I Musei di Strada Nuova sono un unico museo che comprende tre palazzi dei Rolli di Genova, tutti situati in via Garibaldi (anticamente chiamata Strada Nuova): Palazzo Rosso, Palazzo Bianco e Palazzo Tursi (sede anche del comune di Genova).

## Storia
L'istituzione dei Musei di Strada Nuova risale al 2004, quando si è deciso di collegare in un percorso di visita unitario i tre storici palazzi, tutti di proprietà comunale. Palazzo Rosso e Palazzo Bianco erano già musei indipendenti ormai da più di un secolo (dal 1874 il primo, dal 1892 il secondo), mentre Palazzo Tursi è stato in parte destinato a funzioni culturali proprio dal 2004. I due musei di Palazzo Rosso e Bianco sono stati comunque mantenuti nella propria immagine individuale ormai consolidata, promossa ulteriormente con la nuova denominazione e il biglietto unico.

## Percorso espositivo
Il percorso museale avvia da Palazzo Rosso, con la quadreria (dal secolo XV al XIX) e l'arredamento (dal XVIII al XX secolo). Segue poi Palazzo Bianco, col ricchissimo spaccato dell'arte a Genova e in Liguria dal XV secolo in poi e significative opere di artisti italiani fra cui Caravaggio e Veronese. Ai piani superiori sono esposte le sezione dedicate ai pittori fiamminghi e spagnoli. Il camminamento, realizzato nel 2016, che collega Palazzo Bianco a Palazzo Tursi attraversa il sito dove si ergeva la chiesa dell’ormai distrutto convento di San Francesco di Castelletto: sono ancora visibili alcune delle  arcate superstiti della navata e vi sono esposti una serie di frammenti marmorei e lapidei provenienti dal convento stesso. L’itinerario comprende anche un’area di scavo, dove sono stati riportati alla luce gli antichi vani sepolcrali adiacenti all’area presbiteriale della chiesa e destinati alle sepolture dei frati francescani. Prima di accedere a Palazzo Tursi, si può uscire nel giardino archeologico superiore di Palazzo Bianco, che raccoglie resti architettonici e scultorei di altri edifici medievali andati distrutti nelle trasformazioni urbane ottocentesche. Il percorso si conclude a Palazzo Tursi, che ospita diverse sezioni delle raccolte civiche: pesi e misure dell’antica Repubblica di Genova, collezioni di ceramiche, monete e medaglie. L’esposizione culmina con la Maddalena penitente di Canova (il calco in gesso, realizzato prima della statua in marmo, si ritiene, quello custodito al Museo d'Arte dei Musei civici di Padova), e con e le sale paganiniane dove è custodito il celebre violino di Niccolò Paganini insieme ad altri cimeli del violinista e compositore genovese.